# Fabrizio Ronchetti
Fabrizio Ronchetti, vollständiger Name Fabrizio Santiago Ronchetti Amaral, (* 26. Juni 1985 in Montevideo) ist ein uruguayischer ehemaliger Fußballspieler.

## Karriere
Der 1,81 Meter große Offensivakteur Ronchetti debütierte 2005 beim uruguayischen Klub Juventud aus Las Piedras, bei dem er auch in der Jugendmannschaft aktiv war. Er gehörte mindestens von der Clausura 2007 bis in die Apertura 2007 dem Profikader Juventuds an. Sein Arbeitgeber stieg Mitte jenes Jahres in die Primera División auf. Allerdings wird für Ronchetti hier teilweise zeitlich überschneidend ein Engagement für rund ein Jahr in Italien bei Unione Sportiva Adriese 1906 in der Serie D eingeordnet. Anschließend stand er im Jahr 2008 in beiden Spielrunden in Reihen des Zweitligisten La Luz FC. Für La Luz traf er dreimal bei 14 Einsätzen. Ab Januar 2009 spielte er sodann für etwa ein halbes Jahr in Spanien beim FC Universidad Las Palmas. Anschließend ist im selben Jahr eine Karrierestation beim Zweitligisten Plaza Colonia verzeichnet, bei der er zweimal in der zweithöchsten uruguayischen Liga zum Einsatz kam. In der Clausura 2010 werden sodann acht Begegnungen (drei Tore) der Primera División mit seiner Beteiligung in Reihen des Club Sportivo Cerrito geführt. Für die anschließende Zweitligasaison liegen derzeit keine Einsatzdaten vor. In der Saison 2011/12 absolvierte er für Cerrito fünf Erstligaspiele und erzielte einen Treffer. Im Juni 2012 wechselte Ronchetti nach Guatemala zu Deportivo Suchitepéquez. Dort lief er 40-mal in der Liga Nacional auf und schoss 14 Tore. Mitte September 2013 kehrte er zu Cerrito zurück. Bis zum Jahresende bestritt er für die Montevideaner fünf Partien (kein Tor) in der Segunda División. Anfang Januar 2014 führte sein Karriereweg erneut ins Ausland. Er schloss sich Pérez Zeledón aus Costa Rica an. Für die Costa-Ricaner traf er 20-mal bei 39 Erstligaeinsätzen. Zum Jahresbeginn 2015 setzte er seine Karriere bei CS Cartaginés fort und gewann mit dem Klub in jenem Jahr die Copa Costa Rica. Einschließlich seines letzten Ligaeinsatzes am 11. April 2016 wurde er bei den Costa-Ricanern in 52 Ligaspielen eingesetzt und erzielte 13 Treffer. Spätestens seit Juli 2016 wird er als Spieler von Deportivo Saprissa geführt. Dort bestritt er bislang (Stand: 28. Februar 2017) 20 Ligaspiele (neun Tore) und eine Partie (ein Tor) im CONCACAF Champions Cup.

## Erfolge
- Copa Costa Rica: 2015